# Бубенчик Голубинцевой
Бубе́нчик Голуби́нцевой (лат. Adenōphora golubinzevaeāna) — травянистое растение, вид рода Бубенчик (Adenophora) семейства Колокольчиковые (Campanulaceae).

## Ботаническое описание
Многолетнее травянистое растение высотой до 120 см.
Листья очерёдные, сидячие.
Соцветие — рыхлая кисть. Цветки фиолетовые.
Плод — коробочка.

## Распространение и среда обитания
Эндемик Сибири. Встречается на лугах и в зарослях кустарников.
Описан с реки Аскиз.